# Ендрусик, Калина

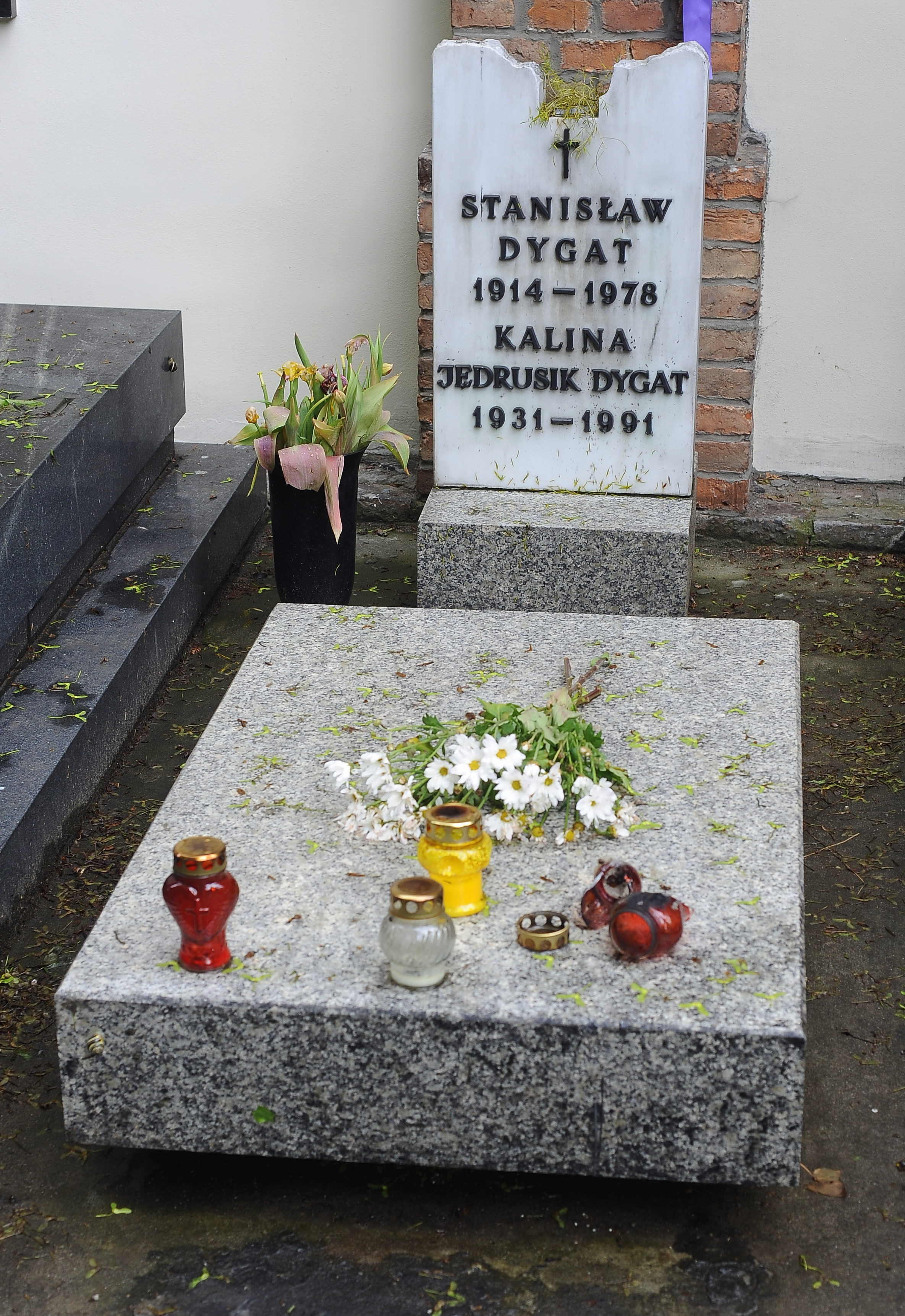
Могила на Аллее Заслуженных на кладбище Старые Повонзки в Варшаве.

Кали́на Ендрусик (пол. Kalina Jędrusik) — польская актриса, секс-символ польского кино 1960-х — 1970-х годов.

## Биография
Калина Ендрусик родилась 5 февраля 1930 или 1931 года в Гначине, в семье члена Сената Польши и учительницы. Окончила общеобразовательный лицей им. Юлиуша Словацкого в Ченстохове в 1949 году, актёрское образование получила в Государственной высшей театральной школе им. Людвика Сольского в Кракове (в настоящее время Краковский актерский факультет им. Людвика Сольского Академии театральных искусств имени Станислава Выспяньского), которую окончила в 1953 году.
Дебютировала в 1953 году в Театре Выбжеже в Гданьске. С 1955 года — актриса театров Варшавы, в 1957 году начала работать в театре Польского телевидения и дебютировала в кино (кинокомедия «Ева хочет спать»).
Слава пришла к Калине Ендрусик в начале 1960-х годов, когда она профессионально пела и играла разные роли в «Кабаре джентльменов в возрасте». Песня «Потому что во мне есть секс» стала визитной карточкой Калины Ендрусик и утвердила её в статусе секс-символа Польши, который закрепился после выхода ряда фильмов, таких, как «Лекарство от любви» или «Земля обетованная», запомнившихся яркими эротическими сценами с её участием.
Польский кинематограф в 1960-х и 1970-х годах немыслим без участия Калины Ендрусик. Она снялась в четырёх десятках фильмов, была одной из самых известных актрис Польши.
Калина Ендрусик умерла 7 августа 1991 года в Варшаве. Похоронена в Варшаве, на кладбище Старые Повонзки.

## Личная жизнь
В 1954 году Калина Ендрусик вышла замуж за польского писателя Станислава Дыгата. Начиналось все как служебный роман: Дыгат был заведующим литературной частью Театра Выбжеже, где дебютировала Ендрусик после окончания Театральной школы. Впрочем, с Дыгатом как писателем она была хорошо знакома: ещё в школе юная Калина зачитывалась его романом «Боденское озеро», и даже играла в инсценировке «Боденского озера» в школьном театре. «Служебный роман» обернулся любовью на всю жизнь: Дыгат ушёл из семьи, оставив жену, актрису Владиславу Навроцкую, и восьмилетнюю дочь Магдалену (будущая писательница Магда Дыгат), и они в браке с Калиной Ендрусик прожили 24 года, до самой смерти писателя в 1978 году.
Совместных детей у них не было: единственная беременность Калины протекала тяжело и закончилась рождением мертвого ребёнка, а последующее, по жизненным показаниям, хирургическое вмешательство, привело к тому, что Калина Ендрусик больше не могла иметь детей. Отношения мачехи и падчерицы были весьма напряженными, о чём Магда Дыгат со всей откровенностью поведала в книге «Расставания» («Rozstania»).
Считается, что именно Дыгат раскрепостил Калину Ендрусик духовно и сексуально, благодаря чему она смогла стать секс-символом Польши. Ендрусик и Дыгат не скрывали своей страсти, их называли «польскими Мэрилин Монро и Артуром Миллером». Когда их страсть угасла, они предоставили друг другу полную свободу, сохранив взаимную преданность. После смерти Дыгата Калина Ендрусик больше замуж не выходила.

## Избранная фильмография
- 1958 — Ева хочет спать — Бернацкая
- 1958 — Галоши счастья — Соня
- 1958 — Вольный город — официантка в пивной
- 1960 — Невинные чародеи — журналистка
- 1961 — Сегодня ночью погибнет город — проститутка
- 1962 — Как быть любимой — девушка в кафе
- 1962 — Завтра премьера — актриса Барбара Перцикувна
- 1962 — Поет Калина Ендрусик
- 1964 — Зной — Зузанна, руководитель женской противоударной бригады
- 1964 — Влюбленный «Пингвин» — Баська (только голос)
- 1965 — Лекарство от любви — Иоанна
- 1965 — Капитан Сова идёт по следу (телесериал), «Учтивый убийца» (2-я серия) — Казимера, она же Фатима
- 1967 — Йовита — Хелена Ксенжак, жена тренера
- 1967 — Где третий король? — Малгожата Садецкая, реставратор, член преступного «Синдиката»
- 1968 — Кукла — Казимера Вонсовская
- 1968 — Пирс — Ванда, журналистка
- 1970 — Дятел — девушка на вечеринке
- 1974 — Земля обетованная — Люси Цукер, жена фабриканта
- 1975 — Мазепа — жена каштеляна Робронцкого
- 1980 — Мельница Левина — Антония
- 1982 — Отель Полан и его гости — Юзэфина Полан
- 1984 — О-би, О-ба. Конец цивилизации — жена миллионера
- 1985 — Дезертиры — мадам Элли
- 1985 — Боденское озеро — женщина, слушающая музыку Шопена
- 1988 — Хануссен — баронесса Стадлер
- 1991 — Фердидурка — жена профессора
- 1991 — Двойная жизнь Вероники — руководитель хора

## Награды
- Заслуженный деятель культуры Польши (1988)

## Интересные факты
- В фильме Дезертиры Калина Ендрусик выступает также как автор музыки.
- Два фильма, в которых играла Калина Ендрусик, сняты по прозе её мужа Станислава Дыгата: «Йовита» по повести «Диснейленд» и «Боденское озеро» по одноимённой повести и рассказу «Карнавал».
- Калина Ендрусик страдала бронхиальной астмой. Несмотря на это, она была большой любительницей кошек, хотя и испытывала аллергию на кошачью шерсть. Кошки были её компаньонами в одинокой жизни в варшавской квартире после смерти Станислава Дыгата в 1978 году. Именно приступ астмы, вызванный аллергией на кошачью шерсть, стал причиной смерти Калины Ендрусик[6].
- На надгробном памятнике на варшавском кладбище Повонзки датой рождения Калины Ендрусик указан 1931 год.
- В 1996 году по итогам опроса, организованного польским иллюстрированным журналом «Фильм» («Film») в связи со столетием кинематографа, Калина Ендрусик заняла третье место в номинации «Лучшая актриса в истории польского кино»[8].
- С 2008 года в Ченстохове проводится ежегодный Конкурс хорошой песни — Фестиваль имени Калины Ендрусик[9].